# Ахмед Дударов
Ахмед Дударов (нім. Ahmed Dudarov, рос. Ахмед Русланович Дударов; нар. 6 липня 1992, Грозний) — німецький борець вільного стилю чеченського походження, бронзовий призер Європейських ігор, срібний призер Всесвітніх ігор військовослужбовців.

## Життєпис
Ахмед Дударов народився у 1992 році в самопроголошеній Чеченській Республіці Ічкерія. Однак під час другої російсько-чеченської війни його родина була змушена тікати до Європи. У 2000 році оселилися в Німеччині.
Боротьбою почав займатися з 2002 року. У 2009 році Ахмед отримав німецьке громадянство. За збірну Німеччини почав виступати з 2011 року. У 2012 році завоював срібну медаль чемпіонату світу серед юніорів. Того ж року вдруге виграв юніорський чемпіонат Німеччини а потім став чемпіоном Німеччини серед дорослих. Завдяки цим успіхам був визнаний Європейською спортивно-культурною асоціаціэю «Вайнах» кращим спортсменом чеченської діаспори Європи.
У 2019 році знову став чемпіоном Німеччини.
Виступає за борцівський клуб Вейнгартена. Тренер — Бехкет Селімоглу. 

## Спортивні результати на міжнародних змаганнях

### Виступи на Чемпіонатах світу
| Змагання                        | Збірна    | Вагова категорія          | Місце |
| ------------------------------- | --------- | ------------------------- | ----- |
| Чемпіонат світу з боротьби 2017 | Німеччина | вільна боротьба, до 86 кг | 27    |
| Чемпіонат світу з боротьби 2018 | Німеччина | вільна боротьба, до 86 кг | 24    |
| Чемпіонат світу з боротьби 2019 | Німеччина | вільна боротьба, до 86 кг | 7     |
| Чемпіонат світу з боротьби 2021 | Німеччина | вільна боротьба, до 86 кг | 24    |

### Виступи на Чемпіонатах Європи
| Змагання                         | Збірна    | Вагова категорія          | Місце |
| -------------------------------- | --------- | ------------------------- | ----- |
| Чемпіонат Європи з боротьби 2018 | Німеччина | вільна боротьба, до 86 кг | 5     |
| Чемпіонат Європи з боротьби 2019 | Німеччина | вільна боротьба, до 86 кг | 10    |
| Чемпіонат Європи з боротьби 2022 | Німеччина | вільна боротьба, до 86 кг | 15    |

### Виступи на Європейських іграх
| Змагання              | Збірна    | Вагова категорія          | Місце  |
| --------------------- | --------- | ------------------------- | ------ |
| Європейські ігри 2019 | Німеччина | вільна боротьба, до 86 кг | Бронза |

### Виступи на Кубках світу
| Змагання                                  | Збірна    | Вагова категорія          | Місце |
| ----------------------------------------- | --------- | ------------------------- | ----- |
| Кубок світу з боротьби серед юніорів 2011 | Німеччина | вільна боротьба, до 74 кг | 8     |

### Виступи на Чемпіонатах світу серед військовослужбовців
| Змагання                                                  | Збірна    | Вагова категорія          | Місце |
| --------------------------------------------------------- | --------- | ------------------------- | ----- |
| Чемпіонат світу з боротьби серед військовослужбовців 2018 | Німеччина | вільна боротьба, до 86 кг | 8     |

### Виступи на Всесвітніх іграх військовослужбовців
| Змагання                                | Збірна    | Вагова категорія          | Місце  |
| --------------------------------------- | --------- | ------------------------- | ------ |
| Всесвітні ігри військовослужбовців 2019 | Німеччина | вільна боротьба, до 86 кг | Срібло |

### Виступи на інших змаганнях
| Змагання                                                       | Збірна    | Вагова категорія          | Місце  |
| -------------------------------------------------------------- | --------- | ------------------------- | ------ |
| Гран-прі Німеччини з боротьби 2012                             | Німеччина | вільна боротьба, до 74 кг | Бронза |
| Турнір Алі Алієва 2014                                         | Німеччина | вільна боротьба, до 86 кг | 32     |
| Турнір Дана Колова — Николи Петрова 2015                       | Німеччина | вільна боротьба, до 86 кг | 9      |
| Турнір Дана Колова — Николи Петрова 2017                       | Німеччина | вільна боротьба, до 86 кг | 5      |
| Меморіал Вацлава Циолковського 2017                            | Німеччина | вільна боротьба, до 86 кг | 5      |
| Cerro Pelado International 2018                                | Німеччина | вільна боротьба, до 86 кг | Срібло |
| Гран-прі «Іван Яригін» 2019                                    | Німеччина | вільна боротьба, до 86 кг | 12     |
| Турнір Дана Колова — Николи Петрова 2019                       | Німеччина | вільна боротьба, до 86 кг | 15     |
| Турнір Алі Алієва 2019                                         | Німеччина | вільна боротьба, до 86 кг | 9      |
| Меморіал Вацлава Циолковського 2019                            | Німеччина | вільна боротьба, до 86 кг | 15     |
| Київський Міжнародний турнір з боротьби 2021                   | Німеччина | вільна боротьба, до 86 кг | 19     |
| Олімпійський кваліфікаційний турнір з боротьби 2020 (Будапешт) | Німеччина | вільна боротьба, до 86 кг | 14     |
| Олімпійський кваліфікаційний турнір з боротьби 2020 (Софія)    | Німеччина | вільна боротьба, до 86 кг | 10     |
| Турнір Алі Алієва 2021                                         | Німеччина | вільна боротьба, до 86 кг | 10     |

### Виступи на змаганнях молодших вікових груп
| Змагання                                       | Збірна    | Вагова категорія          | Місце  |
| ---------------------------------------------- | --------- | ------------------------- | ------ |
| Кубок світу з боротьби серед юніорів 2011      | Німеччина | вільна боротьба, до 74 кг | 8      |
| Чемпіонат Європи з боротьби серед юніорів 2011 | Німеччина | вільна боротьба, до 74 кг | 12     |
| Чемпіонат Європи з боротьби серед юніорів 2012 | Німеччина | вільна боротьба, до 74 кг | 8      |
| Чемпіонат світу з боротьби серед юніорів 2012  | Німеччина | вільна боротьба, до 74 кг | Срібло |
| Чемпіонат Європи з боротьби серед молоді 2015  | Німеччина | вільна боротьба, до 86 кг | 19     |